# Ségbana
Segbana è una città situata nel dipartimento di Alibori nello Stato del Benin con 62 619 abitanti (stima 2006).

## Geografia fisica
La città confina a nord con Malanville, a sud con Kalalé, ad est con la Nigeria e ad ovest con i comuni di Gogounou e Kandi ed è situata lungo il fiume Niger.

## Amministrazione
Il comune è formato dai seguenti 5 arrondissement:
- Libantè
- Liboussou
- Lougou
- Ségbana
- Sokotindji

## Società

### Religione
La maggioranza della popolazione è di religione musulmana (81,8%), seguita da religioni locali (5,7%) e dal cattolicesimo (2,2%).

## Economia
Per quanto riguarda il comparto agricolo è diffusa la coltivazione di cotone ed arachidi. Diffusa la pesca nel Niger ed i suoi numerosi affluenti. Tra le risorse minerarie si segnala la presenza di un giacimento di ghiaia oltre alla possibile presenza di minerali quali uranio, torba e rame.